# Josef Wagner (Wasserballspieler)
Josef Wagner (* 17. März 1886 in Wien; † im 20. Jahrhundert) war ein österreichischer Wasserballspieler.

## Karriere
Wagner nahm an den Olympischen Spielen 1912 in Stockholm teil. Hier erreichte er mit der österreichischen Nationalmannschaft den vierten Rang. Neben dem Wasserball war er auch im Schwimmsport aktiv.